# بلود جليشر
بلود جليشر (بالإنجليزية: Blood Glacier)‏ (بالألمانية: Blutgletscher) هو فيلم رعب تم إنتاجه في النمسا وصدر سنة 2013 بطولة غيرهارد ليبمان، بريجيت كرين، ومن إخراج مارفن كرين.

## القصة
تدور أحداث الفيلم في جبال الألب الألمانية ، ويركز الفيلم على مجموعة من الباحثين يعملون في مختبر صغير أثناء بحثهم في الحد من الأنهار الجليدية وكيف يؤثر ذلك على تغير المناخ

## وصلات خارجية
بلود جليشر على موقع IMDb (الإنجليزية)
- بلود جليشر على موقع ميتاكريتيك (الإنجليزية)
- بلود جليشر على موقع روتن توميتوز (الإنجليزية)
- بلود جليشر على موقع نتفليكس (الإنجليزية)
- بلود جليشر على موقع ألو سيني (الفرنسية)
- بلود جليشر على موقع أول موفي (الإنجليزية)
- بلود جليشر على موقع قاعدة بيانات الفيلم (الإنجليزية)
- بلود جليشر على موقع ليتربوكسد (الإنجليزية)
- بلود جليشر على موقع كينوبويسك (الروسية)